# Giro de Padania
El Giro de Padania (oficialmente: Giro di Padania), fue una carrera ciclista profesional por etapas que se disputa en Italia, a principios del mes de septiembre. Tuvo la peculiaridad de que fue creada por el partido político de la Liga Norte para impulsar una autonomía especial para el norte de Italia, a la que ellos llaman Padania.
Creada en 2011 formó parte del UCI Europe Tour, dentro de la categoría 2.1 en las dos ediciones en las que se corrió.

## Palmarés
| Año  | Ganador         | Segundo           | Tercero               |
| ---- | --------------- | ----------------- | --------------------- |
| 2011 | Ivan Basso      | Giovanni Visconti | Francesco Masciarelli |
| 2012 | Vincenzo Nibali | Riccardo Chiarini | Franco Pellizotti     |

## Palmarés por países
| País   | Victorias |
| ------ | --------- |
| Italia | 2         |